# Казановка (Речицкий район)
Казановка (бел. Казанаўка) — деревня в Заспенском сельсовете Речицкого района Гомельской области Белоруссии.

## География

### Расположение
В 25 км на юг от районного центра и железнодорожной станции Речица (на линии Гомель — Калинковичи), 75 км от Гомеля.

## Транспортная сеть
Транспортные связи по просёлочной, затем автомобильной дороге Лоев — Речица. Планировка состоит из 2 коротких, близких к широтной ориентации улиц, застроенных деревянными усадьбами.

## История
По письменным источникам известна с XIX века как селение в Холмечской волости Речицкого уезда Минской губернии. Согласно переписи 1897 года посёлок Казановка (он же Забегайловка).
В 1932 году жители вступили в колхоз, работала шерстечесальня. В 1939-40 годах в деревню переселились жители посёлок Новый Сад (не существует). 11 жителей погибли на фронтах Великой Отечественной войны. Согласно переписи 1959 года в составе колхоза имени С. М. Кирова (центр — деревня Свиридовичи).
До 31 октября 2006 года в составе Свиридовичского сельсовете.

## Население

### Численность
- 2004 год — 7 хозяйств, 10 жителей.

### Динамика
- 1897 год — 67 жителей (согласно переписи).
- 1909 год — 12 дворов, 72 жителя.
- 1930 год — 14 дворов 76 жителей.
- 1959 год — 197 жителей (согласно переписи).
- 2004 год — 7 хозяйств, 10 жителей.